# فابیان گریلینگر
فابیان گریلینگر (انگلیسی: Fabian Greilinger؛ زادهٔ ۱۳ سپتامبر ۲۰۰۰) بازیکن فوتبال اهل آلمان است.
از باشگاه‌هایی که در آن بازی کرده‌است می‌توان به باشگاه فوتبال مونیخ ۱۸۶۰ اشاره کرد.